# Federico Jiménez Fernández

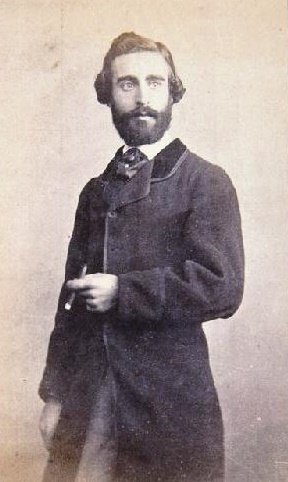
Federico Jiménez Fernández, fotografía de J. Laurent. Museo de Historia de Madrid.

Federico Jiménez Fernández (Madrid, 1841-Huesca, 1931) fue un pintor español del siglo XIX, especializado en la pintura de animales.

## Biografía
Se dedicó en especial a la pintura de animales, género en el que destacó en España. Nació en Madrid en 1841, y estudió la pintura en la Escuela superior, dependiente de la Academia de San Fernando, y bajo la dirección de José González Bande. En las Exposiciones Nacionales de Bellas Artes celebradas en Madrid en los años de 1858 al de 1866 presentó las siguientes obras: cuatro bodegones, seis cuadros de caza muerta, Cazadores descansando junto a una fuente, Un frutero, Un gallinero, Unos conejos, Una mesa de cocina en Noche-Buena, Gallo y gallinas espantadas por un perro, Un nido de palomas, Una mesa de cocina. En las citadas exposiciones logró ver premiados sus esfuerzos con diferentes menciones honoríficas, dos premios de tercera clase y una consideración del mismo premio; y en la Internacional de Bayona, a la que también concurrió, le fue adjudicada una medalla de bronce. Su cuadro de Caza muerta, premiado en la exposición de 1862, fue adquirido por el Gobierno para el Museo Nacional; en el Palacio Real se conservaba otra obra suya.
En 1873 llevó, primero a la exposición de Viena y después en 1874 a la exposición permanente de la Platería de Martínez, su cuadro Sálvese el que pueda, que fue adquirido por el Gobierno y figuró luego en el Museo de Murcia. Esta obra había alcanzado una medalla de arte. En la Exposición Nacional de 1876 presentó las siguientes obras: Una gallina presentando a sus polluelos un saltamontes que ha picado y les ofrece; Una liebre y una perdiz muertas, colgadas; Zorra acometiendo a una gallina, cogida entre sus garras; Sálvese quien pueda, Gallinero, Zorra a quien disputa un águila su presa, Nido de mirlos y Nido de alcaudones.
En la exposición de 1878 presentó las obras Un tibor japonés, frutos y animales; Sobresalto de madre (Propiedad de E. Ziburo), Una escena en la cocina (Propiedad de D. Lorenzo García). Las mencionadas obras figuraron también en la Exposición Universal de París. En la Nacional de 1881 expuso El águila y el escarabajo (inspirado en la fábula de La Fontaine); ¿Entrará? y Gallinero. Fueron también obra suya Un frutero, Tres bodegones, El gallinero y el palomar, para la galería del conde de Santa Marta; Unas gallinas, que figuraron en la exposición de Bosch; Solicitud maternal, Cabeza de carnero, Volar a tiempo, que regaló en 1879 al Ateneo para la rifa en favor de los inundados de Murcia; Codornices y Unos patos, entre otras muchas. En el Ateneo de Madrid había un retrato suyo, el de Agustín Argüelles.
Fue hermano del pintor paisajista José Jiménez Fernández, fallecido prematuramente. Federico murió el 31 de marzo de 1931, en Huesca.